# Edmond van der Linden d'Hooghvorst
Edmond van der Linden d'Hooghvorst, né à Saint-Georges-sur-Meuse le 6 octobre 1840 et mort à Bruxelles le 5 mai 1890, est un homme politique belge.

## Fonctions et mandats
- Membre de la Chambre des représentants de Belgique : 1884-1890

## Sources
- Jean-Luc DE PAEPE en Christiane RAINDORF-GERARD, Le Parlement belge, 1831-1894. Données biographiques, Brussel, Académie royale des sciences, des lettres et des beaux-arts de Belgique, 1996, 568-569. (Hier ten onrechte aangeduid als baron, hetgeen hij nooit werd daar hij voor baron Léon van der Linden d'Hooghvorst (1812-1891) overleed.)
- Oscar COOMANS DE BRACHÈNE, État présent de la noblesse belge, Anniaire 19993, Brussel, 1993.